# 토요미스테리 극장
《토요 미스테리 극장》은 1997년 6월 14일부터 1999년 1월 30일까지 방영되었던 시사교양 프로그램이다.

## 기획 의도
단순한 오락적 성격을 넘어, 인간의 본능적 공포와 미스터리에 대한 호기심을 자극하는 장르 프로그램이다. 일상에서 접하기 어려운 초자연적 현상, 미해결 사건, 전설 및 괴담 등을 드라마 형식으로 재구성하여, 시청자에게 긴장감과 몰입감을 제공한다.
본 프로그램은 미스터리와 공포라는 소재를 통해 인간의 근원적 호기심을 충족시키고자 한다. 실제로 경험하기 어려운 기묘하고 불가사의한 상황을 극화함으로써 시청자로 하여금 간접적인 체험을 가능하게 한다. 나아가 사실과 허구의 경계를 탐구하는 서사 구조를 통해 ‘진실은 무엇인가’라는 본질적 질문을 제기하며, 시청자의 추리적 상상력을 자극한다.
아울러 과도하게 자극적인 공포 일변도를 지양하고, 미스터리적 흥미와 추리적 요소를 조화롭게 결합함으로써 가족 단위의 시청자 또한 함께 향유할 수 있는 토요일 저녁 대표 프로그램으로 자리매김하는 것을 목표로 한다.
이와 같은 기획 의도를 바탕으로, 본 프로그램은 시청자에게 색다른 문화적 체험을 제공함과 동시에 사회적으로 회자되는 미스터리 현상과 사건에 대한 관심을 고취할 것이다. 더불어 반복적인 일상 속 토요일 밤 시간대에 긴장감과 신선한 즐거움을 선사함으로써, 주말 대표 브랜드 프로그램으로 발전할 수 있을 것으로 기대된다.

## 방송 시간
| 방송 채널 | 방송 기간                         | 방송 시간                           |
| --------- | --------------------------------- | ----------------------------------- |
| SBS TV    | 1997년 6월 14일 ~ 1998년 1월 10일 | 매주 토요일 밤 9시 50분 ~ 10시 55분 |
| SBS TV    | 1998년 5월 23일 ~ 1999년 1월 30일 | 매주 토요일 밤 9시 50분 ~ 10시 55분 |
| SBS TV    | 1998년 1월 17일 ~ 1998년 5월 16일 | 매주 토요일 밤 10시 55분 ~ 12시     |

## 에피소드 목록

### 1997년
| 회차 | 방송일    | 제목                                                  | 풀영상 | 비고 |
| ---- | --------- | ----------------------------------------------------- | ------ | ---- |
| 1    | 6월 14일  | 사자와의 대화                                         |        |      |
| 1    | 6월 14일  | 귀머거리                                              | ●      |      |
| 1    | 6월 14일  | 미스테리 심령사진의 세계                              | ●      |      |
| 2    | 6월 21일  | 비 오는 날의 방문객                                   | ●      |      |
| 2    | 6월 21일  | 하숙집의 비밀                                         | ●      |      |
| 2    | 6월 21일  | 뮤직비디오의 유령 그 정체는?                          |        |      |
| 3    | 6월 28일  | 山寺의 수수께끼                                       |        |      |
| 3    | 6월 28일  | 유령버스                                              | ●      |      |
| 3    | 6월 28일  | 추적! 학교괴담의 미스테리                             |        |      |
| 4    | 7월 5일   | 그녀를 쫓는 검은 유령                                 |        |      |
| 4    | 7월 5일   | 죽음의 자동차                                         | ●      |      |
| 4    | 7월 5일   | 유령의 집 그 비밀은?                                  | ●      |      |
| 5    | 7월 12일  | 할머니의 고무신                                       |        |      |
| 5    | 7월 12일  | 방울소리                                              | ●      |      |
| 5    | 7월 12일  | 금지된 사랑                                           |        |      |
| 5    | 7월 12일  | 영혼의 목소리                                         | ●      |      |
| 6    | 7월 19일  | 유령의 메세지                                         |        |      |
| 6    | 7월 19일  | 어머니의 환생                                         |        |      |
| 6    | 7월 19일  | 저승사자의 착각                                       | ●      |      |
| 6    | 7월 19일  | 저승에서 만난 연인                                    | ●      |      |
| 7    | 7월 26일  | 소녀의 원한                                           | ●      |      |
| 7    | 7월 26일  | 악몽                                                  |        |      |
| 7    | 7월 26일  | 꿈의 신비-예지력에 관하여 - 꿈 속의 여인, 미지의 소녀 |        |      |
| 8    | 8월 2일   | 돌관의 저주                                           | ●      |      |
| 8    | 8월 2일   | 10년만의 자수                                         | ●      |      |
| 8    | 8월 2일   | 악령들을 이긴 女人 ; 버거씨병                         |        |      |
| 9    | 8월 9일   | 꿈속의 여인                                           | ●      |      |
| 9    | 8월 9일   | 목걸이                                                |        |      |
| 9    | 8월 9일   | 미스테리 심령사진의 세계 ; 심령사진 속의 아버지       |        |      |
| 10   | 8월 16일  | 천마산의 혼령                                         | ●      |      |
| 10   | 8월 16일  | 흉가                                                  | ●      |      |
| 10   | 8월 16일  | 스타를 만드는 유령(1) ; 소문의 추적(1)(2)             |        |      |
| 11   | 8월 23일  | 바보 며느리                                           | ●      |      |
| 11   | 8월 23일  | 남편의 목소리                                         | ●      |      |
| 11   | 8월 23일  | 꿈으로 찾은 선조의 무덤                               |        |      |
| 12   | 8월 30일  | 지골산의 혼령                                         | ●      |      |
| 12   | 8월 30일  | 저승으로 가는 버스                                    | ●      |      |
| 12   | 8월 30일  | 엄마 ; 母情(모정)                                     |        |      |
| 13   | 9월 6일   | 혼령이 실린 지푸라기                                  | ●      |      |
| 13   | 9월 6일   | 산장의 女人                                           | ●      |      |
| 13   | 9월 6일   | 방미의 7일간의 악몽(1)(2)(3)                          |        |      |
| 14   | 9월 20일  | 뱀여인의 복수                                         | ●      |      |
| 14   | 9월 20일  | 묘지기                                                |        |      |
| 14   | 9월 20일  | 아버지의 유언                                         | ●      |      |
| 15   | 9월 27일  | 쌍둥이의 저주                                         | ●      |      |
| 15   | 9월 27일  | 폐가의 모녀                                           | ●      |      |
| 15   | 9월 27일  | 해피의 비밀 '95년 10월 해피는?(집배원과 개 이야기)    |        |      |
| 16   | 10월 4일  | 김병장의 연인I,II                                     |        |      |
| 16   | 10월 4일  | 1103호 에어콘                                         |        |      |
| 16   | 10월 4일  | 유령의 눈물                                           |        |      |
| 17   | 10월 11일 | 사흘 후에 출항하라                                    | ●      |      |
| 17   | 10월 11일 | 꽃잎                                                  |        |      |
| 17   | 10월 11일 | B여고의 의문의 연쇄죽음                               |        |      |
| 18   | 10월 25일 | 아홉수                                                | ●      |      |
| 18   | 10월 25일 | 죽음으로의 유혹                                       |        |      |
| 18   | 10월 25일 | 혼령의 사랑                                           | ●      |      |
| 19   | 11월 1일  | 혼령의 분노                                           | ●      |      |
| 19   | 11월 1일  | 종이학                                                | ●      |      |
| 19   | 11월 1일  | 지우야! 위험해!                                       |        |      |
| 20   | 11월 8일  | 아버지의 무덤                                         |        |      |
| 20   | 11월 8일  | 두 번의 꿈                                            | ●      |      |
| 20   | 11월 8일  | 게발                                                  | ●      |      |
| 21   | 11월 22일 | 명당                                                  | ●      |      |
| 21   | 11월 22일 | 낚시터의 여인                                         |        |      |
| 21   | 11월 22일 | 딸의 결혼식                                           | ●      |      |
| 22   | 11월 29일 | 걸녀(乞女)의 한                                       |        |      |
| 22   | 11월 29일 | 죽음의 캠프파이어                                     |        |      |
| 22   | 11월 29일 | 세 번의 꿈                                            |        |      |
| 23   | 12월 6일  | 딸의 생일상                                           | ●      |      |
| 23   | 12월 6일  | 사라진 시신(屍身)                                     | ●      |      |
| 23   | 12월 6일  | 옥상                                                  | ●      |      |
| 24   | 12월 13일 | 태몽(胎夢)의 비밀                                     | ●      |      |
| 24   | 12월 13일 | 도혼(陶魂)                                            | ●      |      |
| 24   | 12월 13일 | 305개의 동전                                          | ●      |      |
| 25   | 12월 20일 | 낳은 정 기른 정                                       |        |      |
| 25   | 12월 20일 | 천사들의 합창                                         | ●      |      |
| 25   | 12월 20일 | 5억짜리의 흉가                                        | ●      |      |
| 26   | 12월 27일 | 맏며느리                                              | ●      |      |
| 26   | 12월 27일 | 흑달                                                  | ●      |      |
| 26   | 12월 27일 | 파티마의 제3의 예언                                   | ●      |      |

### 1998년
| 회차 | 방송일    | 제목                                                                               | 풀영상    | 비고 |
| ---- | --------- | ---------------------------------------------------------------------------------- | --------- | ---- |
| 27   | 1월 3일   | 사랑을 위하여                                                                      | ●         |      |
| 27   | 1월 3일   | 우이동 牛耳洞                                                                      | ●         |      |
| 27   | 1월 3일   | 피라미드의 뉴파워                                                                  | ●         |      |
| 28   | 1월 10일  | 고무신                                                                             | ●         |      |
| 28   | 1월 10일  | 영물 靈物                                                                          | ●         |      |
| 28   | 1월 10일  | 연인                                                                               | ●         |      |
| 29   | 1월 17일  | 어머니와 아들                                                                      | ●         |      |
| 29   | 1월 17일  | 복수의 총알                                                                        | ●         |      |
| 29   | 1월 17일  | 가요계의 이상한 일들(주영훈-구피-할리퀸)                                           | ●         |      |
| 30   | 1월 24일  | 빗자루와 토째비                                                                    | ●         |      |
| 30   | 1월 24일  | 악령으로부터 탈출                                                                  | ●         |      |
| 30   | 1월 24일  | 달마도의 비밀                                                                      | ●         |      |
| 31   | 1월 31일  | 소주 일곱 잔 반                                                                    | ●         |      |
| 31   | 1월 31일  | 한밤의 총성(銃聲)                                                                  | ●         |      |
| 31   | 1월 31일  | 안개                                                                               | ●         |      |
| 32   | 2월 14일  | 여죄수 712번                                                                       | ●         |      |
| 32   | 2월 14일  | 기적의 입학시험                                                                    | ●         |      |
| 32   | 2월 14일  | 치바현(千葉縣)의 신문배달부                                                        | ●         |      |
| 33   | 2월 21일  | 시청자가 뽑은 하이라이트 사라진 시신 ; 혼령의 분노 ; 어머니와 아들 ; 우이동 牛耳洞 |           |      |
| 34   | 2월 28일  | 운명의 쌍곡선                                                                      | ●         |      |
| 34   | 2월 28일  | 어둠 너머의 시선                                                                   | ●         |      |
| 34   | 2월 28일  | 사자(死者)의 증언                                                                  | ●         |      |
| 35   | 3월 7일   | 여섯 명의 동창생                                                                   | ●         |      |
| 35   | 3월 7일   | 다나까의 의료수첩                                                                  | ●         |      |
| 35   | 3월 7일   | 영옥 언니                                                                          | ●         |      |
| 36   | 3월 14일  | 그들이 사랑한 시간                                                                 | ●         |      |
| 36   | 3월 14일  | 죽은 형수의 귀가                                                                   | ●         |      |
| 36   | 3월 14일  | 달마도 수맥의 미스테리                                                             | ●         |      |
| 37   | 3월 21일  | 나를 기다린 아이                                                                   | ●         |      |
| 37   | 3월 21일  | 되살아난 공포의 기억                                                               | ●         |      |
| 37   | 3월 21일  | 괴노파의 예언                                                                      | ●         |      |
| 38   | 3월 28일  | 전신마비 죄수의 증발                                                               |           |      |
| 38   | 3월 28일  | 돈가방을 든 은행원                                                                 | ●         |      |
| 38   | 3월 28일  | 영혼의 전화                                                                        | ●         |      |
| 39   | 4월 4일   | 죽은 자와의 결혼                                                                   | ●         |      |
| 39   | 4월 4일   | 가보(家寶)                                                                         | ●         |      |
| 39   | 4월 4일   | 엄마 대신 죽기로 한 여자                                                           | ●         |      |
| 40   | 4월 11일  | 유령의 초대                                                                        | ●         |      |
| 40   | 4월 11일  | 김혜자 가족의 구사일생                                                             | ●         |      |
| 40   | 4월 11일  | 봉팔이의 황소                                                                      | ●         |      |
| 41   | 4월 18일  | 만화가게의 비밀                                                                    | ●         |      |
| 41   | 4월 18일  | 매일 밤 시신을 만나는 사람들                                                       | ●         |      |
| 41   | 4월 18일  | 다이아몬드를 지닌 여자                                                             |           |      |
| 42   | 4월 25일  | 바그다드의 탈출                                                                    | ●         |      |
| 42   | 4월 25일  | 호텔 살인사건                                                                      | ●         |      |
| 42   | 4월 25일  | 창녀의 혼인신고서                                                                  | ●         |      |
| 43   | 5월 2일   | 신비의 불화(佛畫) 만다라                                                           | ●         |      |
| 43   | 5월 2일   | 저주받은 벙어리장갑                                                                |           |      |
| 43   | 5월 2일   | 조강지처의 첩살이                                                                  |           |      |
| 44   | 5월 9일   | 피로 만든 반지                                                                     | ●         |      |
| 44   | 5월 9일   | 恨 서린 벽                                                                         | ●         |      |
| 44   | 5월 9일   | 연인들을 위한 탈춤                                                                 | ●         |      |
| 45   | 5월 16일  | 베토벤 소나타 No.14                                                                | ●         |      |
| 45   | 5월 16일  | 장난전화                                                                           | ●         |      |
| 45   | 5월 16일  | 살아난 시체 좀비                                                                   | ●         |      |
| 46   | 5월 23일  | 김보성의 유령호텔                                                                  | ●         |      |
| 46   | 5월 23일  | 4차원을 체험한 사람들                                                              | ●         |      |
| 46   | 5월 23일  | 너무 많이 아는 여자                                                                | ●         |      |
| 47   | 5월 30일  | 女人과 부적                                                                        | ●         |      |
| 47   | 5월 30일  | 폭력의 끝                                                                          | ●         |      |
| 47   | 5월 30일  | 강력계 형사의 증언! 미궁의 의문사들                                                | ●         |      |
| 48   | 6월 6일   | 죽음의 신방(新房)                                                                  | ●         |      |
| 48   | 6월 6일   | 탈옥을 위한 기도                                                                   | ●         |      |
| 48   | 6월 6일   | 어머니의 얼굴                                                                      | ●         |      |
| 49   | 6월 13일  | 자살여행에서 만난 남자                                                             |           |      |
| 49   | 6월 13일  | 대만 대학의 미스테리                                                               | ●         |      |
| 49   | 6월 13일  | 부활을 믿는 女人                                                                   | ●         |      |
| 50   | 6월 20일  | 어느 국회의원의 죽음                                                               | ●         |      |
| 50   | 6월 20일  | 도살장 살인사건                                                                    | ●         |      |
| 50   | 6월 20일  | 유령의 歸鄕(귀향)                                                                  | ●         |      |
| 51   | 6월 27일  | 무언의 목격자                                                                      | ●         |      |
| 51   | 6월 27일  | 일본의 미스테리 원숭이술 猿酒(원주)                                                | ●         |      |
| 51   | 6월 27일  | 대만 신해터널의 유령들                                                             |           |      |
| 52   | 7월 4일   | 족제비                                                                             |           |      |
| 52   | 7월 4일   | 마음으로 보는 세계 투시술                                                          | ●         |      |
| 52   | 7월 4일   | 여배우의 恨(한)                                                                    | ●         |      |
| 53   | 7월 11일  | 훔쳐보기                                                                           |           |      |
| 53   | 7월 11일  | 범죄예방을 위한 필요악인가? 사형제도 ; 마음의 올가                                 | ●         |      |
| 53   | 7월 11일  | 북한, 그곳에도 미스테리가!                                                         | ●1편 ●2편 |      |
| 54   | 7월 18일  | 남양파출소에서 생긴 원혼                                                           | ●         |      |
| 54   | 7월 18일  | 유체이탈(幽體離脫) 육체로부터 벗어난 영혼                                          | ●         |      |
| 54   | 7월 18일  | 얼굴 없는 디스코 걸                                                                | ●         |      |
| 55   | 7월 25일  | 占의 미스테리 무속편                                                               |           |      |
| 56   | 8월 1일   | 占의 미스테리 역술편                                                               |           |      |
| 57   | 8월 15일  | 이상한 산모                                                                        | ●         |      |
| 57   | 8월 15일  | 기를 내뿜는 남자                                                                   |           |      |
| 57   | 8월 15일  | 빨치산 대장 이현상 나는 이렇게 죽었다                                              | ●         |      |
| 58   | 8월 22일  | 공포의 하룻밤                                                                      | ●         |      |
| 58   | 8월 22일  | 유령을 부른다! 분신(귀신)사바                                                      | ●         |      |
| 58   | 8월 22일  | 악연(惡緣)                                                                         | ●         |      |
| 59   | 8월 29일  | 무덤 전쟁                                                                          | ●         |      |
| 59   | 8월 29일  | 당신에게도 예지력이 있다!                                                          | ●         |      |
| 59   | 8월 29일  | 거울 속의 아이                                                                     | ●         |      |
| 60   | 9월 5일   | 무녀의 천생연분                                                                    | ●         |      |
| 60   | 9월 5일   | 쌍둥이의 미스테리                                                                  | ●         |      |
| 60   | 9월 5일   | 삼색실                                                                             | ●         |      |
| 61   | 9월 12일  | 혼령의 미스테리                                                                    | ●         |      |
| 61   | 9월 12일  | 혼령이 나오는 곳                                                                   | ●         |      |
| 61   | 9월 12일  | 혼령이 찍히는 심령사진                                                             | ●         |      |
| 61   | 9월 12일  | 제작진이 겪은 미스테리                                                             | ●         |      |
| 62   | 9월 19일  | 나의 어머니는 무당                                                                 | ●         |      |
| 62   | 9월 19일  | 행운의 법칙1 조상의 보살핌? ; 2 착한 일에 대한 보답?                               | ●         |      |
| 62   | 9월 19일  | 수무르 미스테리우스 신비의 샘                                                      | ●         |      |
| 63   | 9월 26일  | 그 노인이 늙지 않은 이유                                                           | ●         |      |
| 63   | 9월 26일  | 북한의 미스테리(1) 콜레라 ; (2) 죽은 며느리의 방문                                 | ●(1) ●(2) |      |
| 64   | 10월 3일  | 아버지의 고시래(古矢來)                                                            | ●         |      |
| 64   | 10월 3일  | 징크스 우연인가? 운명인가!                                                         |           |      |
| 64   | 10월 3일  | 사천 큰골목창의 魂靈(혼령)                                                         | ●         |      |
| 65   | 10월 10일 | 사랑의 毒性(독성)                                                                  | ●         |      |
| 65   | 10월 10일 | 日本의 미스테리 인형의 魂(혼)                                                      | ●         |      |
| 65   | 10월 10일 | 스스로 무덤을 파는 사나이                                                          |           |      |
| 66   | 10월 17일 | 뒤엉킨 시간의 질서                                                                 |           |      |
| 66   | 10월 17일 | 식물이 당신을 보고 있다                                                            |           |      |
| 66   | 10월 17일 | 기적소리가 들릴 때                                                                 |           |      |
| 67   | 10월 24일 | 9캐럿, 7캐럿 다이아몬드의 비밀                                                     |           |      |
| 67   | 10월 24일 | 공포의 원작소설                                                                    |           |      |
| 67   | 10월 24일 | 작은 악마                                                                          |           |      |
| 68   | 10월 31일 | 귀뚜라미 소리가 들릴 때                                                            |           |      |
| 68   | 10월 31일 | 타인의 심장                                                                        |           |      |
| 68   | 10월 31일 | 웨스턴 스테이트 정신 병원                                                          |           |      |
| 69   | 11월 7일  | 人骨(인골)을 훔친 여의사                                                           |           |      |
| 69   | 11월 7일  | 죽은 자의 덫                                                                       |           |      |
| 69   | 11월 7일  | 그녀는 혼자가 아니었다                                                             |           |      |
| 70   | 11월 14일 | 운전자가 없었다                                                                    |           |      |
| 70   | 11월 14일 | 빚을 받으러 다니는 구렁이                                                          |           |      |
| 70   | 11월 14일 | 시신을 싣고 다니는 택시                                                            |           |      |
| 71   | 11월 21일 | 아카사카 스포츠 마사지 클럽                                                        |           |      |
| 71   | 11월 21일 | 두 여자가 함께 했던 시간                                                           |           |      |
| 72   | 11월 28일 | 불무골, 은행나무의 분노                                                            |           |      |
| 72   | 11월 28일 | 죽음으로부터 U턴 구사일생                                                          |           |      |
| 72   | 11월 28일 | 무당이 입양한 아이                                                                 |           |      |
| 73   | 12월 5일  | 택시괴담 ; 속설                                                                    |           |      |
| 74   | 12월 12일 | 홍콩괴담 죽은 여자를 사랑한 남자                                                   |           |      |
| 74   | 12월 12일 | 도화살 對 돌부처                                                                   |           |      |
| 74   | 12월 12일 | 運命(운명)                                                                         |           |      |
| 75   | 12월 19일 | 아버지는 D.M.Z(비무장지대)                                                         |           |      |
| 75   | 12월 19일 | 땡큐! 벼락                                                                         |           |      |
| 75   | 12월 19일 | 스토커                                                                             |           |      |
| 76   | 12월 26일 | 나스에의 출장                                                                      |           |      |
| 76   | 12월 26일 | 남편의 선물                                                                        |           |      |
| 76   | 12월 26일 | 아버지의 춤바람                                                                    |           |      |

### 1999년
| 회차 | 방송일   | 제목 | 풀영상 | 비고 |
| ---- | -------- | --- | ------ | ---- |
| 77   | 1월 2일  | 노인의 금괴 |        |      |
| 77   | 1월 2일  | 표창장을 받은 소년 |        |      |
| 78   | 1월 9일  | 도요노에서 생긴 일 |        |      |
| 78   | 1월 9일  | 자살할 수 없는 남자 |        |      |
| 79   | 1월 16일 | 마작 |        |      |
| 79   | 1월 16일 | Happy New Year |        |      |
| 79   | 1월 16일 | 남근목 |        |      |
| 79   | 1월 16일 | 코스타리카에서 생긴 일 |        |      |
| 80   | 1월 23일 | 관을 실은 트럭 |        |      |
| 80   | 1월 23일 | 전생 |        |      |
| 80   | 1월 23일 | 하얼빈 육군병원 304호실 |        |      |
| 81   | 1월 30일 | 토요 미스테리 극장 최종회 공포편 SS친위대 반지의 저주 ; 원숭이술 원주(猿酒) ; 달마도의 신비 ; 북한의 미스테리 ; 죽은 자와의 결혼 ; 창녀의 혼인신고서 |        |      |

## 편성 변경 및 결방 사유
- 1997년 9월 13일 : 추석 특선 영화 《다이하드 2》 편성으로 인한 결방
- 1997년 10월 18일 : 프랑스 월드컵 아시아 지역 최종 예선 《대한민국 VS 우즈베키스탄》 중계방송으로 인한 결방
- 1997년 11월 15일 : 창사특집 2부작 드라마 《새끼》 편성으로 인한 결방
- 1998년 2월 7일 : SBS 특집 다큐멘터리 《한국의 약초》 편성으로 인한 결방
- 1998년 2월 21일 : 《1998년 동계 올림픽》 중계방송으로 인한 결방에 따라 밤 12시에 방송
- 1998년 8월 8일 : 호우 특보 편성으로 인한 결방

## 유사 프로그램
SBS에서 토요미스테리 극장을 방영하고 있던 당시 MBC에서도 비슷한 포맷의 프로그램인《이야기 속으로》를 방송하였는데 시기 상《이야기 속으로》가 먼저 방송을 시작하였으나 비슷한 이유로 종영되었다. 1회부터 4회까지 토요미스테리라는 이름으로 방송을 하였으며, 5회부터 종영까지 토요미스테리에서 토요미스테리 극장으로 변경되었다.

## 참고 사항
- 일본에서 한 가문의 여인들만 빚는다는 저주받은 원숭이 술과 가수 이승환의 뮤직비디오 "애원"에 나타난 정체를 알 수 없는 여인의 정체를 추적한 에피소드가 큰 반향을 불러 일으켰으며, 방송 당시 꾸준히 높은 시청률로 많은 관심을 받았다.
- 하지만 프로그램이 방영되던 시기가 대한민국의 IMF 구제금융 요청으로 인해 경제적 어려움을 겪던 시기와 겹친 데 이어 내용의 자극성과 유해성에 대한 논란이 끊이지 않았고 급기야는 대한민국 방송통신심의위원회에서 비슷한 시기에 방송된 MBC TV의 이야기 속으로 PD에게는 2개월과 이 프로그램의 PD에게는 6개월의 연출 정지 결정과 시청자 사과 명령을 요구하는 중징계를 내리기도 했다. 이러한 악재가 반복되다가 부정적 여론과 시민단체의 항의에 의해 공포 요소가 줄어들었으며, 1999년 1월 30일 81회를 끝으로 프로그램은 종영되었다. 후속으로는 최초의 리얼 버라이어티 프로그램인 남희석 이휘재의 멋진만남이 방영되었다.
- 이 내용 중에는 개인의 특별한 체험을 재구성한 것으로 과학적 설명이 어려운 것임을 밝혀드립니다.
- 시청자 여러분의 소재를 재구성한 드라마이며, 내용상 다소 공포스러운 장면이 있으므로 노약자, 어린이 및 임산부께서는 시청을 삼가주십시오.

## 같이 보기
- 타임머신, 이야기 속으로 (MBC TV)
- 이승환 5집 귀신 괴담